# John Davis (Sänger)

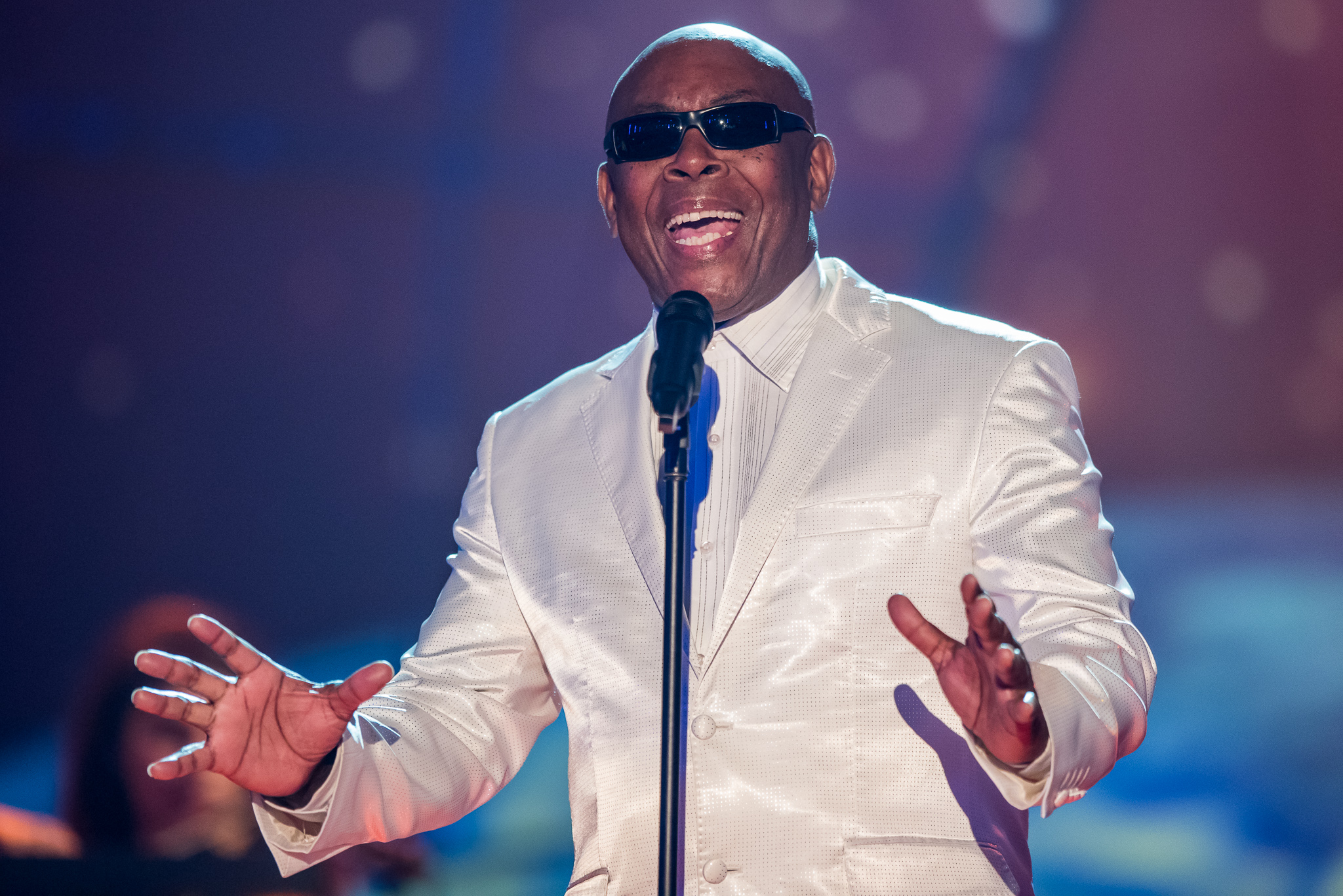
John Davis bei der Sternstunden-Gala 2016 in Nürnberg

John Davis (* 31. August 1954 in Anderson (South Carolina); † 24. Mai 2021 in Nürnberg) war ein US-amerikanischer Musiker. Größere Bekanntheit erlangte er als einer der Sänger hinter der Gruppe Milli Vanilli.

## Leben
John Davis wurde als Sohn eines Gospelmusikers in South Carolina geboren. Im Rahmen seines Militärdienstes als GI kam Davis 1975 nach Deutschland.
John Davis war einer der Sänger hinter Milli Vanilli, nachdem er in den 1970ern nach Deutschland zog. 1984 war er als Studiomusiker am Album Destination Earth beteiligt. Der Musikproduzent Frank Farian engagierte John Davis 1988, nachdem der Studiosänger Charles Shaw, der den Rap-Part zu dem Titel Girl You Know It's True beigesteuert hatte, von Farian aufgrund interner Querelen entlassen worden war. Seine Arbeit als Sänger sollte undercover bleiben, da Farian bereits die Tänzer Robert Pilatus und Fabrice Morvan für das Projekt Milli Vanilli vorgesehen hatte. John Davis sprach neben allen beteiligten Bandmitgliedern Brad Howell, Charles Shaw, Linda Rocco und Jodie Rocco in der von US-Talkmasterin Oprah Winfrey 2013 produzierten Serienepisode Oprah: Where Are They Now? Life After Scandal: Milli Vanilli über jene Zeit seiner Studioarbeit. Neben dem Hit Girl You Know It’s True, war Davis an vielen Songs auf dem Album All Or Nothing und All Or Nothing - The U.S. Remix Album beteiligt. Die 1990 für den millionenfachen Tonträgerverkauf verliehene Auszeichnung Grammy Award wurde Milli Vanilli aberkannt, nachdem öffentlich wurde, dass Fabrice Morvan und Rob Pilatus nur als Playbacksänger fungierten und bei Auftritten als Duo lediglich ihre Lippen zum vom Band abgespielten Gesang bewegten. Nach dem Skandal 1990 änderte Frank Farian den Namen Milli Vanilli in The Real Milli Vanilli, ergänzte die echten Sänger Brad Howell, John Davis, Linda Rocco und Jodie Rocco um Ray Horton, Icy Bro und Gina Mohammed sowie die Gastmusiker Tammy Coogler und Ralph Battle und veröffentlichte das Album The Moment Of Truth. The Moment of Truth konnte 1991 in den deutschen Charts die Top 20 erreichen. Die Single-Auskopplung Keep On Running erreichte in Deutschland den vierten Platz der Hitparade. In den 2000ern war John Davis acht Jahre lang Mitglied der Band Soul Kitchen und gab zahlreiche Konzerte.
Ab 2015 tourte John Davis mit Fab Morvan als The Milli Vanilli Experience: Face Meets Voice, bei dem sie Hits aus der Milli-Vanilli-Ära live sangen. Davis und Morvan hatten im Mai 2015 einen TV-Auftritt in der ZDF-Sendung Willkommen bei Carmen Nebel.
Unter eigenem Namen veröffentlichte Davis die Alben Joker (1980), Shake It - Make It Loose (1984) und mit Frank Farian als Produzenten Still Be Loving You (1990) sowie Runnin' Back To You (2010) mit dem Gitarristen Roland Müller. Auch wurden einige Singles veröffentlicht. Davis hatte zudem Auftritte mit der Thilo Wolff Big Band und den Nürnberger Symphonikern.
Davis’ letzter Wohnsitz war im Landkreis Fürth. Im Dezember 2020 sang Davis auf dem Hubschrauber-Landeplatz am Standort Nord des Klinikums Nürnberg für die Beschäftigten. Er starb am 24. Mai 2021 im Alter von 66 Jahren an COVID-19.